# Potencial interatómico

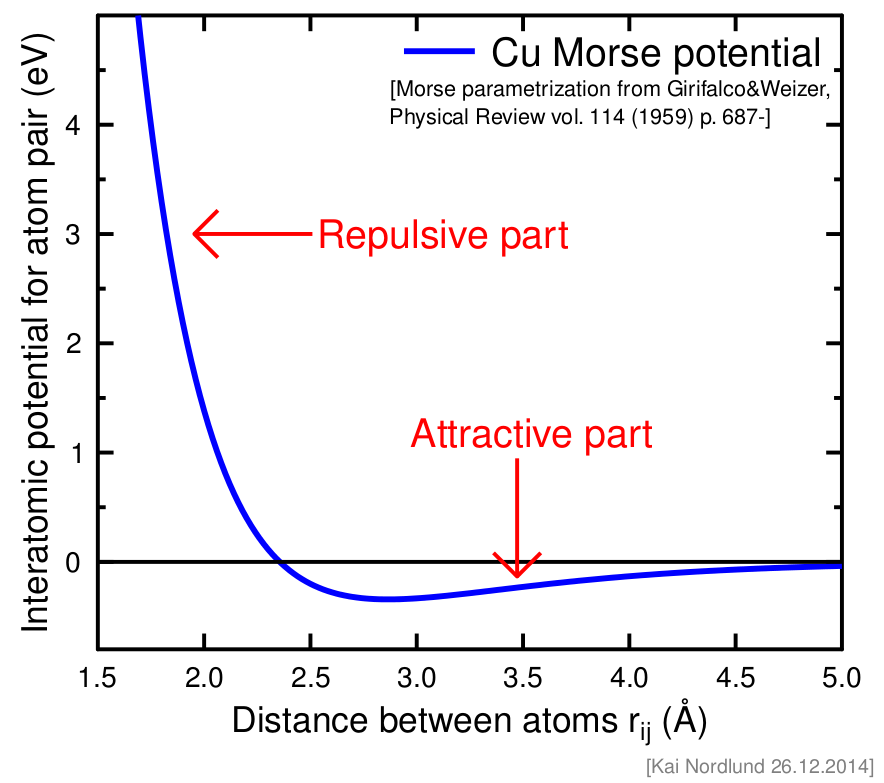
Forma típica de un potencial interatómico

Los potenciales interatómicos son funciones matemáticas para calcular la energía potencial de un sistema de átomos con posiciones dadas en el espacio. Los potenciales interatómicos son ampliamente usados como la base física de las simulaciones de  mecánica molecular y dinámica molecular en la química computacional, física computacional y la ciencia de materiales computacional para explicar y predecir las propiedades de moléculas y materiales. Ejemplos de propiedades cuantitativas y cualitativas exploradas con potenciales interatómicos incluyen parámetros de red, energías de superficie, energías interfaciales, adsorción, cohesión, expansión térmica y comportamientos elásticos y plásticos, así como reactividad química.

## Forma del funcional
Los potenciales interatómicos pueden ser escritos como una expansión en series de términos de un funcional que dependen de la posición de uno, dos, tres o más átomos al mismo tiempo. Entonces, el potencial del sistema {\displaystyle V_{Tot}} puede ser escrito de la siguiente forma:
{\displaystyle V_{\mathrm {TOT} }=\sum _{i}^{N}V_{1}({\vec {r}}_{i})+\sum _{i,j}^{N}V_{2}({\vec {r}}_{i},{\vec {r}}_{j})+\sum _{i,j,k}^{N}V_{3}({\vec {r}}_{i},{\vec {r}}_{j},{\vec {r}}_{k})+\cdots }
Donde {\displaystyle V_{1}} es un término que depende únicamente de un solo átomo ; {\displaystyle V_{2}}, depende de dos átomos; {\displaystyle V_{3}}, de 3 átomos y así sucesivamente. {\displaystyle N} es el término que representa el número total de átomos en el sistema. {\displaystyle {\vec {r}}_{i}}, representa la posición de un átomo y {\displaystyle j,k,i} son subíndices que representan la posición de los átomos en la serie matemática.
En caso de que el potencial tome en cuenta las combinaciones de átomos, el término que incluye a dos átomos debería estar multiplicado por 1/2, de manera que se evite contar doble las combinaciones que son equivalentes (ejemplo: [a,b] con [b,a]). De forma similar, el término que incluye a tres átomos, debe estar multiplicado por 1/6. Otra alternativa para evitar este error es, en el caso de dos átomos, restringir los términos a las combinaciones en que {\displaystyle i<j} y en el caso de tres átomos, restringirlo a {\displaystyle i<j<k}, siempre que el potencial sea simétrico respecto al intercambio de los índices j y k (no siempre sucede así). 
El término que sólo incluye a un átomo es útil si el sistema estudiado se encuentra sometido a un campo externo (p. ej. un campo magnético o eléctrico). En ausencia de un campo externo, el potencial no debería depender de la posición absoluta de los átomos, sino en su posición relativa. Esto significa que la forma del funcional puede ser reexpresada como función de las distancias interatómicas{\displaystyle \textstyle r_{ij}=|{\vec {r}}_{i}-{\vec {r}}_{j}|} y de los ángulos de enlace {\displaystyle \theta _{ijk}}. Por lo tanto, en ausencia de un campo externo, la forma general se puede expresar como:
{\displaystyle V_{\mathrm {TOT} }=\sum _{i,j}^{N}V_{2}(r_{ij})+\sum _{i,j,k}^{N}V_{3}(r_{ij},r_{ik},\theta _{ijk})+\cdots }
En el término que incluye tres átomos ({\displaystyle V_{3}}), la distancia interatómica {\displaystyle r_{jk}} no se necesita, debido a que los términos {\displaystyle \textstyle r_{ij},r_{ik},\theta _{ijk}} son suficientes para describir las posiciones relativas de los tres átomos ({\displaystyle i,j,k}) en un espacio de dimensión 3. Cualquier término de orden mayor que 2 recibe el nombre de potencial de muchos cuerpos. En algunos potenciales interatómicos, las interacciones de muchos cuerpos se incluyen en los términos de potencial para pares de átomos.
En principio, la suma de las expresiones considera todos los {\displaystyle N} átomos, sin embargo, si el rango de potencial interatómico es finito, por ejemplo, los potenciales de la forma {\displaystyle V(r)=0}, arriba de una distancia crítica {\displaystyle r_{cut}}, restringirán la suma a átomos que se encuentren dentro de dicha distancia unos de otros.

## Cálculo de Fuerza
Las fuerzas que actúan entre los átomos pueden ser obtenidas por diferenciación de la energía total respecto a la posición de los átomos. Esto significa que, para calcular la fuerza en un átomo {\displaystyle i}, se debe considerar la derivada en dimensión 3 (gradiente) del potencial  {\displaystyle V_{tot}} respecto a la posición del átomo {\displaystyle i}:
{\displaystyle {\vec {F}}_{i}=-\nabla _{{\vec {r}}_{i}}V_{Tot}}
Para un potencial que considera dos átomos, este gradiente se reduce (debido a la simetría respecto al potencial {\displaystyle ij}) a la derivada respecto a la distancia interatómica {\displaystyle r_{ij}}. Sin embargo, para potenciales que consideran diversos átomos (3, 4, etc.), la derivada se vuelve más compleja. debido a que el potencial puede ya no ser simétrico respecto al intercambio de {\displaystyle i,j}. En otras palabras, incluso la energía de los átomos {\displaystyle k} que no son vecinos directos de {\displaystyle i}, pueden depender de la posición {\displaystyle {\vec {r}}_{i}} debido al ángulo de enlace y otros términos. 

## Tipos de potenciales interatómicos
Los potenciales pueden ser diferentes dependiendo de las motivaciones físicas. Incluso para elementos bien estudiados como el silicio, se ha desarrollado una amplia variedad de funcionales con diferentes motivaciones. Las verdaderas interacciones interatómicas son de naturaleza cuántica y no hay forma conocida en la que se pueda describir todas las interacciones entre electrones y núcleos con una ecuación de solución analítica utilizando la ecuación de Schrödinger o la ecuación de Dirac. Por este motivo, todas las soluciones para los potenciales interatómicos son obtenidos mediante aproximaciones o mediante métodos numéricos.
A través del tiempo, los potenciales interatómicos se han vuelto más complejos y más precisos. Esto incluye tanto a la representación física como a parámetros añadidos. Hasta hace poco, los potenciales podían ser descritos como "paramétricos", siendo desarrollados y optimizados con un número fijo de términos físicos y parámetros. Nuevas investigaciones se centran en potenciales no-paramétricos, que pueden ser sistemáticamente mejorables al utilizar complejos descriptores de las vecindades locales de cada átomo y al utilizar mapeos separados para predecir diferentes propiedades del sistema, de modo que el número total de términos y parámetros se vuelve flexible. Estos modelos no paramétricos pueden ser significativamente más precisos, pero debido a que no están ligados a parámetros físicos, introduce problemas respecto a la extrapolación y la incertidumbre.

### Potenciales paramétricos

#### Potencial de pares
El modelo de interacción interatómica ampliamente utilizado más simple que hay es el potencial de Lennard-Jones, descrito por la ecuación:
{\displaystyle V_{LJ}(r)=4\varepsilon \left[({\frac {\sigma }{r}})^{12}-({\frac {\sigma }{r}})^{6}\right]}
Donde ε es la profundidad del pozo de potencial y σ es la distancia a la cual el potencial cruza con cero. El término atractivo proporcional a {\displaystyle 1/r^{6}} en el potencial proviene de las fuerzas de val der Waals, mientras que el término repulsivo {\displaystyle 1/r^{12}} es una aproximación (convenientemente, es el cuadrado del término atractivo). Por sí mismo, el potencial es cuantitativamente preciso para gases nobles, aunque es ampliamente utilizado para estudios cualitativos en sistemas donde las interacciones dipolares son significantes, particularmente en campos de fuerza químicos que describen interacciones intermoleculares.
Otro potencial de dos términos simple y ampliamente utilizado es el potencial de Morse, que consiste en la simple suma de dos exponenciales:
{\displaystyle V_{M}(r)=D_{e}\left(e^{-2a(r-r_{e})}-2e^{-a(r-r_{e})}\right)}
Donde {\displaystyle D_{e}} es la energía de enlace al equilibrio y {\displaystyle r_{e}} es la distancia de enlace. El potencial de Morse se aplica a estudios de vibraciones moleculares y sólidos y también ha inspirado la forma de diversos funcionales más precisos como los potenciales de orden de enlace.
Los materiales iónicos son descritos usualmente como una suma de términos repulsivos de corto alcance, como el potencial de Buckingham y de largo alcance, como el potencial de Coulomb, describiendo las interacciones iónicas entre los iones que forman el material. El término de corto alcance para materiales iónicos también puede ser de carácter poli-atómico.
Los potenciales de par tienen limitaciones inherentes, como la imposibilidad de describir las 3 constantes elásticas de metales cúbicos, o de describir correctamente la energía de cohesión y la energía de formación de vacíos. Por lo tanto, las simulaciones de dinámica molecular cuantitativas, se llevan a cabo con potenciales de varios cuerpos.

#### Potenciales repulsivos
Para separaciones interatómicas muy cortas, importantes en el modelaje de las interacciones radiación-materia, las interacciones pueden ser descritas de manera precisa con potenciales coulómbicos apantallados, que tienen la forma general:
{\displaystyle V(r_{ij})={\frac {1}{4\pi \varepsilon _{0}}}{\frac {Z_{1}Z_{2}e^{2}}{r_{ij}}}\varphi (r/a)}
Donde {\displaystyle \varphi (r)\rightarrow 1} cuando {\displaystyle r\rightarrow 0}. {\displaystyle Z_{1}} y {\displaystyle Z_{2}} son las cargas de los núcleos que interactúan y {\displaystyle a} es una constante de apantallamiento. Una función de apantallamiento comúnmente utilizada es la "Universal ZBL". Otras constantes más exactas pueden ser obtenidas de cálculos cuánticos de todos los electrones. En la aproximación de colisiones binarias, este tipo de potenciales puede ser utilizado para describir el poder de frenado nuclear.

#### Potenciales de múltiples cuerpos
El potencial de Stillinger-Weber es un potencial que posee términos de dos y tres cuerpos y se describe con la siguiente ecuación general:
{\displaystyle V_{Tot}=\sum _{i,j}^{N}V_{2}(r_{ij})+\sum _{i,j}^{N}V_{3}(r_{ij},r_{ik},\theta _{ijk})}
Donde el término de los 3curpos describe cómo cambia la energía potencial con los movimientos del enlace. Originalmente fue desarrollado para el silicio puro, pero ha sido extendido a otros elementos y compuestos también ha dado origen a otros potenciales de Si.
Los metales se describen comúnmente con potenciales "tipo EAM" (Embedded atom model, modelo de átomos incorporados), es decir, potenciales con la forma:
{\displaystyle V_{Tot}=\sum _{i}^{N}F_{i}\left(\sum _{j}\rho (r_{ij})\right)+{\frac {1}{2}}\sum _{i,j}^{N}V_{2}(r_{ij})}
Donde {\displaystyle F_{i}} es la función de incorporamiento (no confundir con la fuerza {\displaystyle {\vec {F}}_{i}}) que es función de la suma de la densidad electrónica {\displaystyle \rho (r_{ij})}. {\displaystyle V_{2}} es un potencial de par que usualmente es repulsivo. En la formulación original la función de densidad electrónica fue obtenida de verdaderas densidades electrónicas atómicas y la función de incorporación fue inspirada por la teoría de funcionales de la densidad, debido a que la energía necesita estar incorporada a la densidad electrónica de un átomo. Sin embargo, muchos otros potenciales utilizados para metales, comparten el mismo funcional, pero utilizan los términos de manera diferente, por ejemplo, basándose en la teoría de enlace fuerte o en otras corrientes.
Los potenciales tipo EAM usualmente se implementan como tablas numéricas. Una colección de tablas está disponible en el repositorio de potenciales interatómicos del NIST.
Los materiales que poseen enlaces predominantemente covalentes usualmente se describen como potenciales de orden de enlace, también llamados potenciales de Tersoff o potenciales de Brenner.
Éstos poseen una forma general similar a las de los potenciales de pares:
{\displaystyle V_{ij}(r_{ij})=V_{repulsivo(r_{ij})}+b_{ijk}V_{atractivo(r_{ij})}}
donde la parte atractiva y repulsiva son funciones exponenciales simples similares a las del potencial de Morse. Sin embargo, la energía de enlace se ve modificada por el ambiente del átomo {\displaystyle i} debido al término {\displaystyle b_{ijk}}. Si no se implementa una dependencia angular explícita, estos potenciales pueden demostrarse matemáticamente equivalentes a algunas variedades de potenciales tipo EAM. Gracias a esta equivalencia, la formalidad de los potenciales de orden de enlace se ha implementado para muchos materiales de carácter mixto metal-covalente.
Los potenciales tipo EAM también han sido extendidos para describir el enlace covalente, añadiendo una dependencia de términos angulares de la función de densidad electrónica, renombrando el método a Modified Embedded Atom Method (MEAM).

#### Campos de fuerza
Artículo principal: Campo de fuerza (química)
Un campo de fuerza es la colección de parámetros que describen la interacción física entre átomos o unidades físicas utilizando una expresión dada de la energía. El término "campo de fuerza" caracteriza la colección de parámetros para un potencial interatómico (función de energía) y usualmente es utilizado dentro de la comunidad de la química computacional. La parametrización de los campos de fuerza puede hacer la diferencia entre un modelo bueno y uno deficiente. Los campos de fuerza se utilizan para la simulación de metales, cerámicos, moléculas y sistemas macroquímicos y biológicos, cubriendo por completo la tabla periódica y materiales mutlifásicos. Hoy en día, su rendimiento es óptimo para materiales de estado sólido y para biomacromoléculas, siendo las biomacromoléculas el principal enfoque de la optimización de campos de fuerza desde la década de 1970 y hasta los primeros años de la década de los 2000. Los campos de fuerza varían desde modelos relativamente simples e interpretables físicamente, con modelos de enlaces fijos (p. ej. IFF, CHARMM, y COMPASS) hasta modelos explícitamente reactivos con diversos parámetros ajustables (p. ej. ReaxFF), hasta modelos de machine learning.

### Potenciales no paramétricos
Los potenciales no paramétricos usualmente son nombrados como potenciales de machine learning, debido a que la naturaleza compleja de sus descriptores requiere necesariamente este método para su optimización. Sin embargo, es importante señalar que los modelos paramétricos también pueden ser optimizados mediante machine learning.
La investigación actual en potenciales interatómicos involucra utilizar formulaciones matemáticas no paramétricas sistemáticamente mejorables y métodos complejos de machine learning. La energía total entonces se puede definir como:
{\displaystyle V_{Tot}=\sum _{i}^{N}E(q_{i})}
Donde {\displaystyle q_{i}} es una representación matemática del entorno atómico que rodea al átomo {\displaystyle i}, conocido como descriptor. {\displaystyle E} es un modelo de machine learning que provee una predicción de la energía del átomo {\displaystyle i} basada en el output del descriptor. Un potencial de machine learning preciso requiere un descriptor robusto y un marco de trabajo de machine learning adecuado. El descriptor más simple es el conjunto de las distancias interatómicas del átomo {\displaystyle i} hacia sus vecinos, dando como resultado un potencial de par. Sin embargo, otros descriptores más complejos de múltiples cuerpos se requieren para producir potenciales de alta precisión. También es posible utilizar una combinación lineal de descriptores asociados a modelos de machine learning. Los potenciales se han construido utilizando una variedad de métodos de machine learning, descriptores y mapeos, incluyendo redes neuronales, regresión en procesos Gaussianos, y regresiones lineales.
Un potencial no paramétrico usualmente es alimentado por energía totales, fuerzas y otros resultados obtenidos de cálculos cuánticos como DFT, así como potenciales modernos. Sin embargo, la precisión de un potencial de machine learning puede converger para ser comparable con los cálculos cuánticos, a diferencia de los modelos analíticos. Por lo tanto, en general, son más precisos que los potenciales analíticos tradicionales pero son igualmente más difíciles de extrapolar. Más allá de eso, debido a la complejidad de los modelos de machine-learning y los descriptores, son computacionalmente más costos que sus contrapartes analíticas.
Los potenciales no paramétricos de machine learning pueden combinarse también con potenciales analíticos paramétricos, por ejemplo, para incluir físicas conocidas como la repulsión Coulómbica apantallada o para imponer restricciones físicas a las predicciones.

## Adaptación del potencial
Debido a que los potenciales interatómicos son aproximaciones, involucran parámetros que requieren ajustarse a valores de referencia. En potenciales simples como el de Lennard-Jones y el de Morse, los parámetros son interpretables y pueden ser ajustados para igualar la longitud de enlace al equilibrio y la fuerza de enlace de un dímero o la energía de superficie de un sólido. El potencial de Lennard-Jones puede describir típicamente los parámetros de red, energías de superficie y propiedades mecánicas aproximadas. Los potenciales de múltiples cuerpos usualmente contienen decenas o centenas de parámetros ajustables con limitada interpretabilidad y poca o nula compatibilidad con potenciales interatómicos comunes para moléculas enlazadas. Dichos parámetros pueden ser ajustados para  un conjunto mayor de datos experimentales o propiedades de materiales derivadas de datos menos confiables como los que provienen de DFT. Para sólidos, un potencial de múltiples cuerpos puede describir la constante de red de la estructura cristalina, la energía de cohesión y las constantes elásticas, así como señalar propiedades de defectos puntuales de los elementos y compuestos estables, a pesar de que las desviaciones de las energías de superficie suelen exceder el 50% Los potenciales no paramétricos pueden, en cambio, contener cientos o miles de parámetros independientes para modificar. Incluso para los modelos más simples, la optimización gracias a métodos de machine learning, es necesario para potenciales útiles. 
El objetivo de la mayoría de estas funciones de potencial y sus ajustes es lograr la transferibilidad, es decir, que un mismo potencial pueda describir propiedades de materiales que son diametralmente diferentes de aquellos para los que las funciones fueron desarrolladas. Los aspectos clave son la correcta representación del enlace químico, la validación de estructuras y energías así como la interpretabilidad de los parámetros. La completa transferibilidad e interpretabilidad se ha alcanzado sólo con IFF (Interface Force Field) Un ejemplo de transferibilidad parcial es la aplicación de los potenciales de Stillinger-Weber y Tersoff III, originalmente desarrollados para el silicio, en otros materiales.
El repositorio de potenciales interatómicos del NIST provee una colección de potenciales ya sea como valores de parámetros o como tablas numéricas para las funciones de potencial. El proyecto OpenKIM también provee un repositorio de potenciales ajustados así como una colección de pruebas de validación y un marco de software para promover la reproducibilidad de las simulaciones moleculares que utilizan potenciales interatómicos.

## Confiabilidad de los potenciales interatómicos
Los potenciales interatómicos clásicos usualmente exceden la precisión de los métodos mecanocuánticos simplificados, como DFT, pero son millones de veces menos demandantes en términos computacionales. El uso de potenciales interatómicos se recomienda para la simulación de nanomateriales, biomacromoléculas y electrolitos que van desde algunos átomos hasta millones de éstos a escala nanométrica. Como una limitación, las densidades electrónicas y procesos cuánticos a escala local de cientos de átomos se pierde. Cuando estos fenómenos son de interés, se pueden utilizar métodos de química cuántica de alto nivel de manera local.
La robustez de un modelo a diferentes condiciones además de aquellas utilizadas en el proceso de ajuste usualmente se miden en términos de la transferibilidad de potencial.